# Erwin Dorner
Erwin Dorner (* 31. Dezember 1879 in Stockach; † 1951 in Lörrach) war ein deutscher Verwaltungs- und Polizeibeamter.

## Leben
Geboren als Sohn des Karlsruher Landgerichtspräsidenten Emil Dorner, studierte Erwin Dorner Rechtswissenschaften an verschiedenen Universitäten. In Tübingen wurde er Mitglied des Corps Franconia. 1902 legte er das 1. und 1906 das 2. Staatsexamen ab. Im Juni 1907 trat er in den Dienst der badischen Innenverwaltung ein. 1910 war er Regierungsassessor in Karlsruhe. 1914 wurde er Amtmann beim Bezirksamt Durlach und 1919 zum Bezirksamt Karlsruhe versetzt. 1922 wurde er zum Regierungsrat beim Oberversicherungsamt in Karlsruhe ernannt. Ab Juni 1924 befand er sich aufgrund der Personalabbauverordnung im einstweiligen Ruhestand, fand aber ab 1926 als Vorsitzender einer Hilfskammer beim Oberversicherungsamt wieder Verwendung. 1932 wurde er Landrat in Schopfheim. Zum 1. Mai 1933 trat er der NSDAP bei (Mitgliedsnummer 2.834.157). Im August 1933 wurde er zum Polizeipräsidenten in Baden-Baden ernannt und Ende August 1936 vorzeitig in den Ruhestand versetzt, weil die weltanschaulichen Differenzen zwischen ihm und seinem Gauleiter zu groß geworden waren.